# Seka Aleksić
Svetlana 'Seka' Aleksić, (serbisk kyrilliska: Светлана 'Сека' Алексић), född den 23 april 1981 i Zvornik, Bosnien och Hercegovina, dåvarande Jugoslavien, är en bosnisk sångare, känd över hela Balkan halvön. Hon har spelat in alla sina album i Bosnien och Serbien. Hon började med att sjunga Cecas sånger på kaféer innan hon blev berömd. Hon flyttade till Schweiz i två år för att få fart på sin karriär och spelade på olika klubbar och diskotek. Hon flyttade senare till Bijeljina och uppträdde på en festival i Cuprija, där hon också träffade sin första make. Efter separationen blev hon ihop med sin manager, Zoran Kovačević. I början av sin karriär hade hon svårt att få spelningar i många EU-länder, speciellt Sverige, på grund av hennes bosniska bakgrund. Nuförtiden, tack vare sin popularitet, uppträder hon ofta i många större städer inom EU.
Seka har två egna klädesmärken, "Rich Bitch" och "Queen". Hon har gjort slut med Zoran Kovačević, men de har bekräftat att de kommer fortsätta att arbeta ihop. Seka har en ny pojkvän och har flyttat från Sremska Mitrovica till Belgrad.

## Diskografi
- Idealno tvoja (2002)
- Balkan (2003)
- Dođi i uzmi me (2005)
- Kraljica (2007)
- Slucajni Partneri   (2009)
- Lom   (2012)